# 龙湖镇 (定安县)
龙湖镇，是中华人民共和国海南省定安县下辖的一个乡镇级行政单位。

## 行政区划
龙湖镇下辖以下地区：
龙湖社区、陈村、正统村、桐树村、坡村、居丁村、安仁村、石井村、佳龙村、东埇村、永丰村和里变村。

## 中国传统村落
2012年，高林村被评为首批“中国传统村落”。